# التعديل الخامس لدستور الولايات المتحدة الأمريكية

التعديل الخامس لدستور الولايات المتحدة الأمريكية هو جزء من دستور الولايات المتحدة ومن وثيقة حقوق الولايات المتحدة، يقول التعديل: لا يجوز اعتقال أي شخص لاستجوابه بشأن جناية أو جريمة شائنة أخرى، إلا تبعاً لصدور قرار اتهامي أو مضبطة اتهام عن هيئة محلفين كبرى، باستثناء القضايا الحاصلة في القوات البرية أو البحرية، أو في المليشيا، عندما تكون هذه القوات في الخدمة الفعلية في وقت الحرب أو الخطر العام، ولا يجوز اتهام أي شخص بنفس الجرم مرتين فتتعرض حياته أو أعضاء جسده للخطر، كما لا يجوز إكراه أي شخص في أية دعوى جنائية على أن يكون شاهداً ضد نفسه، ولا أن يحرم من الحياة أو الحرية أو الممتلكات دون اتباع الإجراءات القانونية الأصولية كما لا يجوز نزع أية ملكية خاصة لاستخدامها في سبيل المنفعة العامة بدون تعويض عادل.
ينص أحد بنود التعديل الخامس على عدم محاكمة الجنايات إلا بعد توجيه الاتهام من قبل هيئة محلفين كبرى. وينص بند آخر، وهو البند المتعلق بالتجريم المزدوج، على حق المتهمين في أن يحاكموا مرة واحدة فقط في المحكمة الفيدرالية (الاتحادية) عن نفس الجريمة. يوفر بند تجريم الذات العديد من أشكال الحماية ضد تجريم الذات، بما في ذلك حق الفرد في عدم الشهادة في قضية جنائية يكون هو المتهم فيها. «الترافع الخامس» هو مصطلح عامي يستخدم في كثير من الأحيان للاستشهاد به في بند تجريم الذات، عندما يرفض الشاهد الإجابة على أسئلة قد تجرمه إجابته عليها. في قضية ميراندا ضد أريزونا لعام 1966، قضت المحكمة العليا بأن بند تجريم الذات يتطلب أن تصدر الشرطة تحذير ميراندا للمشتبه بهم الجنائيين الذين تم استجوابهم أثناء احتجازهم لدى الشرطة. يحتوي التعديل الخامس أيضًا على بند الإيرادات، الذي يسمح للحكومة الفيدرالية بأخذ الملكية الخاصة للاستخدام العام إذا قدمت الحكومة «تعويضًا عادلًا».
يتضمن التعديل الخامس، كالتعديل الرابع عشر، بندًا متعلقًا بالإجراءات القانونية الأصولية ينص على أنه «لا يجوز حرمان أي شخص من الحياة أو الحرية أو الممتلكات بدون اتباع الإجراءات القانونية الأصولية». يطبق بند الإجراءات القانونية الأصولية في التعديل الخامس على الحكومة الفيدرالية، في حين أن بند الإجراءات القانونية الأصولية في التعديل الرابع عشر يطبق على حكومات الولايات. فسرت المحكمة العليا بند الإجراءات القانونية الأصولية في التعديل الخامس بأنه يقدم نوعين رئيسيين من الحماية هما: الإجراءات القانونية الإجرائية الأصولية التي تتطلب من مسؤولي الحكومة اتباع إجراءات عادلة قبل حرمان أي شخص من الحياة أو الحرية أو الملكية، والإجراءات القانونية الأصولية الدائمة، التي تحمي بعض الحقوق الأساسية من التدخل الحكومي. قررت المحكمة العليا أن بند الإجراءات القانونية الواجبة يحتوي على حظر على القوانين المبهمة، وشرط حماية مشابه ضمنيًا لبند المساواة في الحماية في التعديل الرابع عشر.

## النص
ينص التعديل كما اقترحه الكونغرس في عام 1789 على أنه:
لا يجوز اعتقال أي شخص لاستجوابه بشأن أي جناية أو جريمة شائنة، إلا تبعًا لصدور قرار اتهامي أو مضبطة اتهام عن هيئة محلفين كبرى، باستثناء القضايا الحاصلة في القوات البرية أو البحرية، أو في المليشيا، عندما تكون هذه القوات في الخدمة الفعلية في وقت الحرب أو الخطر العام، ولا يجوز اتهام أي شخص بنفس الجرم مرتين فتتعرض حياته أو أعضاء جسده للخطر، كما لا يجوز إكراه أي شخص في أي دعوى جنائية على أن يكون شاهدًا ضد نفسه، ولا أن يحرم من الحياة أو الحرية أو الممتلكات دون اتباع الإجراءات القانونية الأصولية، كما لا يجوز نزع أي ملكية خاصة لاستخدامها في سبيل المنفعة العامة بدون تعويض عادل.

## خلفية اعتماده
طرح عضو الكونغرس جيمس ماديسون بتاريخ 8 يونيو، 1789، عدة تعديلات دستورية مقترحة خلال خطاب ألقاه أمام مجلس النواب. كانت مسودته التي أصبحت لاحقًا التعديل الخامس تنص على ما يلي:
لا يجوز أن يخضع أي شخص لأكثر من عقوبة أو محاكمة واحدة لنفس الجريمة، ما عدا في حالات المقاضاة الجنائية؛ ولا يجب إجباره على أن يكون شاهدًا ضد نفسه؛ ولا أن يحرم من حياته أو حريته أو أملاكه دون اتباع الإجراءات القانونية الأصولية؛ ولا أن يُجبر على التخلي عن ممتلكاته، حيث تكون ضرورية للاستخدام العام، دون تعويض عادل، ما عدا في قضايا التهمة الجنائية، والقضايا الحاصلة في القوات البرية والبحرية، أو الميليشيات عندما تحصل أثناء الخدمة الفعلية لها، في أوقات الحرب أو الخطر العام.. أي أن تقديم أو توجيه الاتهام من قبل هيئة محلفين كبرى هو أمر أساسي في جميع الجرائم التي يعاقب عليها بخسارة الحياة أو الفرد.
حرر الكونغرس هذه المسودة؛ ووضعت جميع المواد الموجودة قبل أول حذف إيجازي في الختام، وعدلت أيضًا بعض التعابير. بعد موافقة الكونغرس عليه، صدقت الولايات على التعديل في 15 سبتمبر، 1791، كجزء من وثيقة الحقوق. ظهر كل واحد من البنود الخمسة في التعديل الأخير في نسخة ماديسون، وهذه البنود في ترتيبها النهائي هي: بند هيئة المحلفين الكبرى (الذي وضعه ماديسون في النهاية)، وبند التجريم المزدوج، وبند التجريم الذاتي، وبند الإجراءات القانونية الأصولية ومن ثم بند الإيرادات.